# Annika Rogell
Anna Yrsa Annika Rogell, född 7 april 1981 i Stockholm, är en svensk film- och TV-producent.
Rogell har avlade examen i filmproduktion vid Dramatiska Institutet i Stockholm 2007.
Rogell arbetade för filmbolagen Memfis, Garagefilm, Fasad och Anagram innan hon anslöts till dokumentärfilmproduktionsbolaget Story AB där hon stod som producent bakom Göran Hugo Olssons essäfilm The Black Power Mixtape 1967–1975 (2011). Samarbetet med Olsson fortsatte med dokumentärfilmen Om våld (2014).
Sedan 2013 driver hon det egna produktionsbolaget Tangy AB. Regissören Sanna Lenken har kommit att bli en parhäst till Rogell och hon har producerat flera av hennes filmer. Rogell har som producent Guldbaggenominerats för Lenkens långfilm Min lilla syster (2015). År 2018 producerade hon Hugo Lilja och Pella Kågermans långfilm Aniara.
År 2015 utsågs Rogell av Svenska Filminstitutet till årets "Producer on the Move".

## Filmografi i urval
- 2008 – Valborg (kortfilm)
- 2010 – Yoghurt
- 2011 – The Black Power Mixtape 1967–1975
- 2012 – Äta lunch (kortfilm)
- 2014 – Om våld
- 2015 – Min lilla syster
- 2017 – Nattbarn (kortfilm)
- 2018 – Aniara
- 2020 – Amabassadören (TV-serie)
- 2023 – Motståndaren